# Henri Rieunier
Henri Adrien Barthélemy Louis Rieunier (Castelsarrasin, 6 marzo 1833 – Albi, 10 luglio 1918) è stato un militare e politico francese. Fu comandante in capo e prefetto marittimo di Rochefort (1889) e di Tolone (1890), comandante in capo della 1ª armata navale (1891-1892), ministro della marina (1893), presidente del consiglio superiore della marina, presidente del comitato degli ispettori generali della marina (1893-1898), deputato repubblicano di Rochefort (1898-1902).

## Biografia
Rieunier nacque il 6 marzo 1833 a Castelsarrasin e fu registrato allo stato civile con i nomi di Adrien, Barthélemy, Louis; sarà battezzato con il nome di Henri. Il 28 agosto 1871, nella chiesa della Madeleine di Parigi, sposò Victoire Louise Bance (1841-1914), figlia di Balthazar Bance, editore d'arte, e di Louise Charlotte Tullié Joyant. Morì il 10 luglio 1918 a Albi, dove il 12 luglio 1918  ebbero luogo i funerali con gli onori militari. Dopo un servizio funebre nella cattedrale di Sainte-Cécile di Albi, fu sepolto nel cimitero di Planques ad Albi. Il suo corpo fu poi trasferito al cimitero di Père-Lachaise di Parigi.

## Carriera militare
Dopo gli studi al liceo di Tolosa, il 27 dicembre 1849 Rieunier si imbarcò a Bordeaux, come "novizio", a bordo del tre alberi Primauguet. Il 15 aprile 1850 sbarcò a Montevideo, per reimbarcarsi il giorno seguente sull'Orthézien e rientrare a Bordeaux il 12 luglio 1850. Si recò quindi a Parigi per un anno preparatorio nella classe di matematica elementare al Lycée Charlemagne. Studiò infine all'École navale di Brest, e si imbarcò nel 1851 sul Borda.
A bordo del Charlemagne Rieunier partecipò alla guerra di Crimea e in particolare al bombardamento del forte di Odessa, alla battaglia dell'Alma, all'assedio di Sebastopoli (dove, rimasto ferito, fu decorato sul campo con la Legion d'onore per atto di coraggio) e, a bordo del Labrador, alla cattura del forte di Kinburn.
Tra il 1857 e il 1858, prima sul Némésis e poi sull'avviso Marceau e sulla cannoniera Mitraille, prese parte a tutte le operazioni della prima fase della seconda guerra dell'oppio: la battaglia di Canton e l'assalto ai forti di Taku.
In seguito partecipò alla campagna di Cocincina. A bordo della Némésis con l'ammiraglio de Genouilly,  prese parte alla conquista di Tourane del 1º settembre 1858, all'attacco alla cittadella di Saigon del 17 febbraio 1859 e al successivo assedio di Saigon. Partecipò inoltre all'assalto dei forti sul fiume Dong Nai e alle battaglie di Kỳ Hòa (sotto l'ammiraglio Jauréguiberry), di Mỹ Tho, di Biên Hòa e di Vĩnh Long.
Prestò servizio sotto gli ammiragli de Genouilly e Page e fu aitante di campo e direttore degli affari indigeni di Charner, Bonard e de La Grandière. Assisté alla firma del trattato di Saigon, il 5 giugno 1862 a bordo del Duperré, e alla sua ratifica da parte dell'imperatore Tự Đức, il 16 aprile 1863 a Huế.

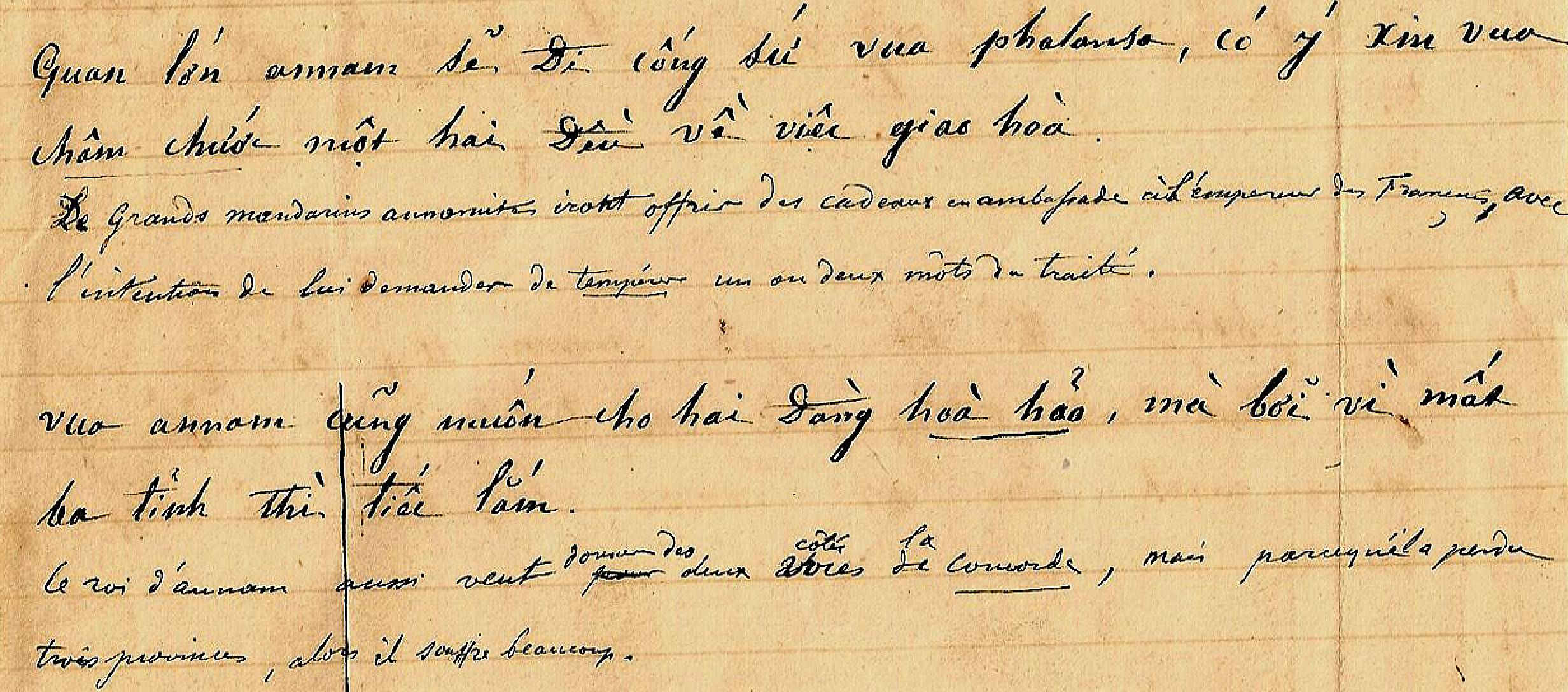
Estratto di un libro di bordo dell'Européen, 1863. Il testo in lingua annamita fi scritto da Phan Thanh Giản, la traduzione francese da Henri Rieunier.

Fu incaricato di condurre a bordo dell'Européen, partito da Saigon il 4 luglio 1863, l'ambasciata annamita presso l'imperatore Napoleone III per tentare una rinegoziazione del trattato di Saigon. I mandarini annamiti e Rieunier soggiornarono sino alla fine di agosto in Egitto, dove furono ricevuti da Isma'il Pascià.
Rieunier fu l'autore dei libri Statistique du port de Saïgon (1861) e Le Commerce de Saïgon (1862) e di due opuscoli sulle risorse e il futuro della Cocincina, opuscoli pubblicati nel 1864 sotto lo pseudonimo di H. Abel.
Dal 1865 al 1867 Rieunier,  come secondo a bordo del Thémis, partecipò alla parte finale della spedizione in Messico. Il 18 settembre 1865, durante il viaggio di andata, si trovò all'ancora a New York: in questa occasione scrisse un'opera intitolata Sur l’état, la nature et la valeur des fortifications maritimes qui défendent l’accès de New-York, le premier Port des États-Unis d’Amérique.
Dal 1868 al 1870 Rieunier fu nominato comandante dell'avviso a elica Argus, assegnato alla scuola piloti della costa occidentale della Francia, con base a La Rochelle. A lui si deve l'individuazione, nel 1868, dell'ubicazione del porto di La Pallice a La Rochelle. 
Durante l'assedio di Parigi fu capitano di fregata, capo di stato maggiore della flottiglia della Senna e poi responsabile delle batterie della marina a Montretout. Fu ferito mentre comandava le cannoniere davanti al ponte di Austerlitz nel corso del secondo assedio di Parigi durante la Comune. A 38 anni, dopo undici mesi nel grado di capitano di fregata, fu nominato capitano di vascello per la sua vaolrosa condotta e per aver ricevuto due ferite. 
Dal 1875 al 1878 fu comandante dell'incrociatore Laclocheterie, in Estremo Oriente. Scortò da Yokohama a Kōbe la flotta del mikado, che si trovava a bordo della Takawo-Maru. Si incontrò per colloqui diplomatici con i più alti dignitari giapponesi, come Tokugawa Yoshinobu, e cinesi. Nel 1876, sempre a bordo del Laclocheterie, attraversò lo Stretto dei Tartari. L'11 ottobre 1877, nello stretto di Shimonoseki, salvò dei pescatori giapponesi travolti da una tempesta.
Su proposta di Jauréguiberry, divenuto ministro della marina, dal 1880 sl 1881 Rieunier ebbe il comando della corvetta corazzata Jeanne d'Arc, facente parte della divisione navale del Levante. Si incontrò in più occasioni, per colloqui diplomatici, con Muhammad III al-Sadiq, bey di Tunisi, e con Giorgio I, re di Grecia.
Dopo la sua nomina a contrammiraglio il 31 marzo 1882, fu nominato maggiore generale a Brest il 27 aprile 1882. Dal 1883 al 1885 fu membro del Conseil des travaux del ministero della marina.
Nel 1885 Rieunier fu nominato vice di Amédée Courbet, comandante in capo della squadra dell'Estremo Oriente, a bordo della corazzata Turenne. Poco dopo la morte di Courbet, divenne comandante in capo della divisione navale dei mari della Cina e del Giappone. Tra il 1885 e il 1887 effettuò numerose missioni per conto del governo francese, in particolare nel Tonchino e in Cocincina, e incontrò dirigenti e alti dignitari cinesi, giapponesi e coreani.
Rientrato in patria, Rieunier ricevete dal governo le più vive congratulazioni per i grandi servizi resi al Paese. Dal marzo del 1887 al giugno 1889 fu membro del consiglio dell'ammiragliato a Parigi. Dall'agosto 1888 fu membro della commissione per lo studio della difesa costiera. Il 13 aprile 1887 fu ricevuto all'Eliseo dal presidente Jules Grévy, per riferire sulla sua missione in Estremo Oriente. Circa un anno dopo fu ricevuto dal presidente Sadi Carnot.
Il 5 maggio 1889 fu promosso al grado di viceammiraglio e divenne comandante in capo e prefetto marittimo del 4º distretto di Rochefort. Nel 1890 passò a comandante in capo e prefetto marittimo del 5º distretto di Tolone.
Dal 1890 al 1892 fu comandante in capo della Squadra del Mediterraneo occidentale e del Levante e della sua squadra di riserva, comandante in capo della 1ª armata navale a bordo della corazzata Formidable.

## Carriera politica
Rieunier fu ministro della marina nel secondo governo Ribot e nel secondo governo Dupuy, dall'11 gennaio 1893 al 3 dicembre 1893. Fu presidente del comitato degli ispettori generali della marina dal 1893 al 1898 e presidente (in quanto ministro) e poi vicepresidente del consiglio superiore della marina. Il 5 marzo 1898 fu inserito nella 2ª sezione dello staff dello Stato Maggiore della Marina. 
Dal 1898 al 1902 Rieunier fu deputato repubblicano per la Charente-Inférieure, eletto nelle liste dell'Azione liberale popolare, un partito di alleanza cattolica. Alla fine della legislatura non si ricandidò.

## Decorazioni
Decorazioni francesi:
- Cavaliere della Legion d'onore, a far data dal 7 giugno 1855 – decorato sul campo di battaglia all'assedio di Sebastopoli.
- Médaille commémorative de l'expédition de Chine, nel 1860.
- Ufficiale della Legion d'onore, a far data dal 31 dicembre 1863.
- Médaille commémorative de l'expédition du Mexique, nel 1867.
- Commendatore della Legion d'onore, per decreto del 5 luglio 1881.
- Médaille commémorative de l'expédition du Tonkin, conferita il 15 marzo 1886.
- Ufficiale della pubblica istruzione (Ordine delle Palme accademiche), con nomina del 12 luglio 1886.
- Grand'ufficiale della Legion d'onore, per decreto del 30 dicembre 1891.
- Médaille coloniale con barrette Cochinchine et Tunisie, il 1º giugno 1894.
- Médaille militaire, per decreto del 28 dicembre 1894.
- Cavaliere di Gran Croce della Legion d'onore, per decreto del 12 luglio 1897[6].

Decorazioni straniere:
- Medaglia di Crimea con barretta Sebastopoli, nel 1856.
- I Classe dell'Ordine di San Ferdinando, conferita il 6 settembre 1861 da Isabella II, regina di Spagna.
- Cavaliere dell'Ordine di Isabella la Cattolica, conferita nel dicembre 1862 da Isabella II, regina di Spagna.
- Ordine Imperiale di Nostra Signora di Guadalupe, nel 1867.
- Commendatore dell'Ordine del Salvatore, conferita l'8 settembre 1880 da Giorgio I, re degli Elleni.
- Grand'ufficiale dell'Ordine di Nīshān al-Iftikār, conferita il 1º marzo 1881 da Muhammad III al-Sadiq, bey di Tunisi.
- Grand'ufficiale dell'Ordine reale della Cambogia, conferita il 1º agosto 1885 da Norodom, re di Cambogia.
- Grand'ufficiale dell'Ordine del Dragone di Annam, conferita il 26 marzo 1886 da Đồng Khánh, imperatore dell'Annam.
- Gran Croce dell'Ordine del Dragone di Annam, conferita l'8 gennaio 1887 da Đồng Khánh, imperatore dell'Annam.
- Grand'ufficiale dell'Ordine del Sol Levante, conferita nel 1887 da Meiji, imperatore del Giappone.
- Commendatore di Gran Croce dell'Ordine della Spada, conferita il 29 luglio 1892 da Oscar II, re di Svezia e Norvegia.
- Cavaliere di Gran Croce dell'Ordine dei Santi Maurizio e Lazzaro, conferita nel 1892 da Umberto I, re d'Italia.
- Cavaliere di Gran Croce dell'Ordine dell'Aquila Bianca, conferita nel 1893 da Alessandro III, zar di Russia.